# Unsere Liebe Frau (Langenstadt)

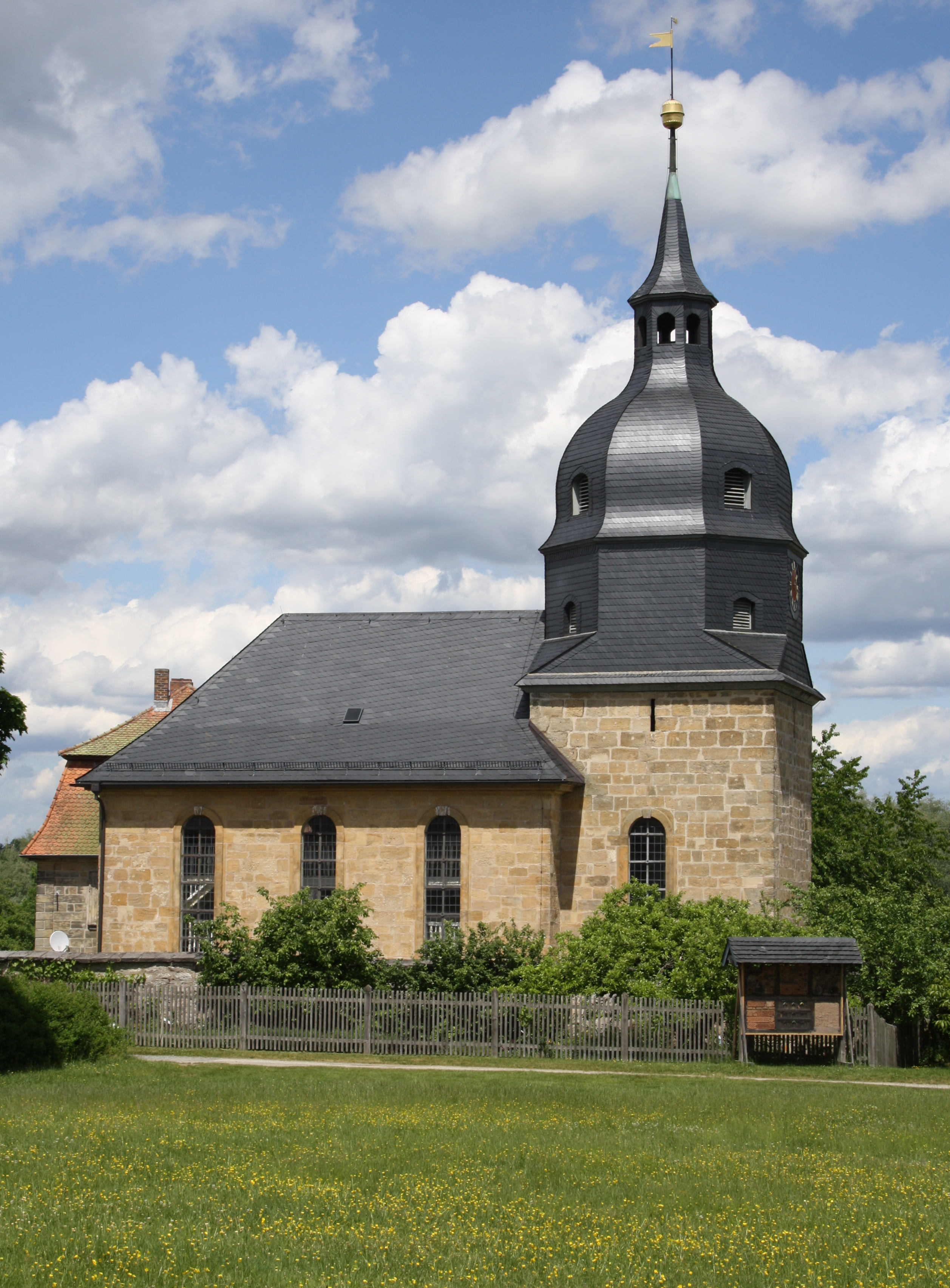
Unsere Liebe Frau (Langenstadt)

Die evangelische Pfarrkirche Unsere Liebe Frau steht in Langenstadt, einem Gemeindeteil von Neudrossenfeld im oberfränkischen Landkreis Kulmbach in Bayern. Das denkmalgeschützte Bauwerk, mit einem Turm im Kern aus dem 16. Jahrhundert, entstand im 18. Jahrhundert. Die Kirchengemeinde gehört zur Pfarrei Hutschdorf im Dekanat Thurnau im Kirchenkreis Bayreuth der Evangelisch-Lutherischen Kirche in Bayern.

## Beschreibung
Der Chorturm wurde um 1500 gebaut. Er wurde 1721 mit einem achteckigen Geschoss, das die Turmuhr und den Glockenstuhl beherbergt, aufgestockt und mit einer Glockenhaube bedeckt, auf der eine Laterne sitzt. Die gesamte Saalkirche aus Quadermauerwerk wurde Mitte des 18. Jahrhunderts im Markgrafenstil umgestaltet. Zur Kirchenausstattung gehört ein Kanzelaltar, der zwischen zwei Säulen im Chorbogen aufgestellt wurde.

## Orgel

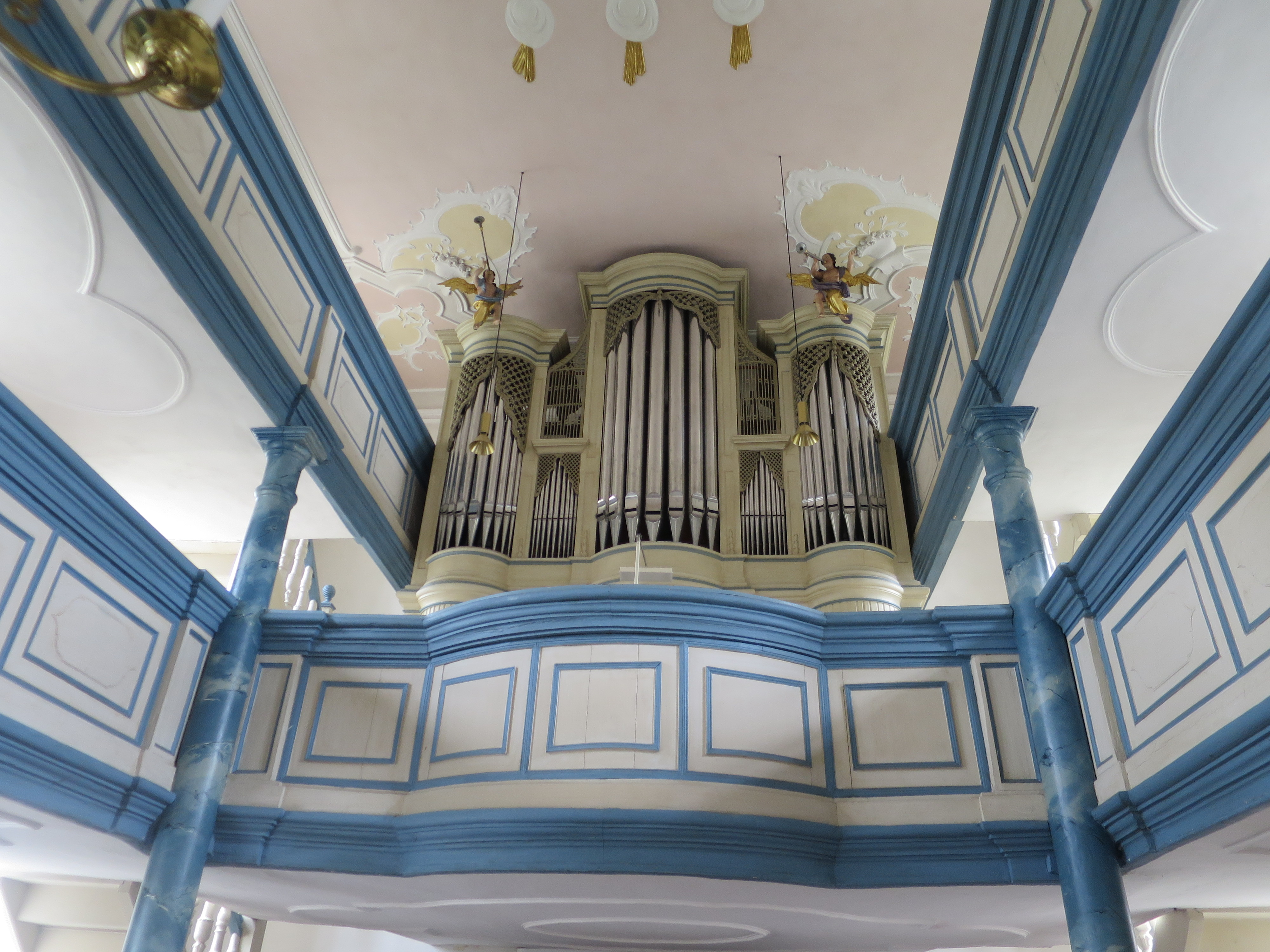
Orgel

Die Orgel mit 15 Registern auf zwei Manualen und Pedal wurde in ihrer Grundsubstanz um 1886 von Johann Wolf achregistrig erbaut und 1985 von Steinmeyer erweiternd umgebaut. Die heutige Disposition lautet:
| I Hauptwerk |    |
| Principal   | 8′ |
| Gedeckt     | 8′ |
| Gamba       | 8′ |
| Octav       | 4′ |
| Flöte       | 4′ |
| Octav       | 2′ |
| Mixtur III  | 2′ |

| II Hinterwerk  |              |
| Hohlflöte      | 8′           |
| Salicional     | 8′           |
| Principal      | 4′           |
| Fugara         | 4′           |
| Gemshorn       | 2′           |
| Sesquialter II | 2 ⁄3′+1 3⁄5′ |

| Pedal C–d1, cis1 und d1 repetieren |     |
| Subbaß                             | 16′ |
| Octavbaß                           | 08′ |

- Koppeln: II/I, I/P, II/P als Tritte